# Jan Englert
Jan Aleksander Englert (ur. 11 maja 1943 w Warszawie) – polski aktor teatralny i filmowy, reżyser teatralny, profesor sztuk teatralnych, pedagog. W latach 2003–2025 dyrektor artystyczny Teatru Narodowego w Warszawie.
Zagrał ponad 150 ról teatralnych, ponad 100 ról filmowych i ponad 200 ról telewizyjnych. Wystąpił w przedstawieniach reżyserów, takich jak m.in. Erwin Axer, Jerzy Kreczmar, Kazimierz Dejmek, Andrzej Łapicki, Maciej Prus, Jerzy Jarocki i Jerzy Grzegorzewski. Wyreżyserował ponad 30 spektakli teatralnych i 35 spektakli Teatru Telewizji.

## Życiorys

### Rodzina i edukacja

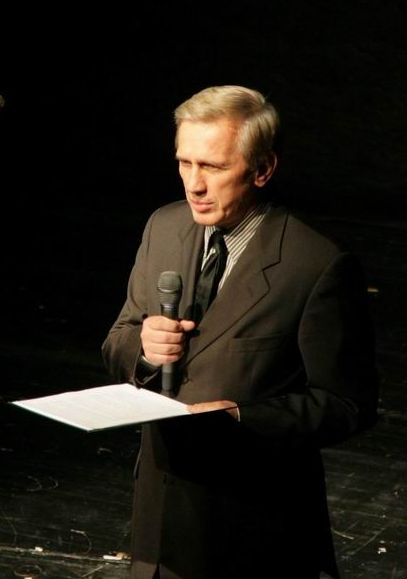
Englert podczas 40. rocznicy ostatniego publicznego spektaklu Dziadów w Teatrze Narodowym w Warszawie (2008)

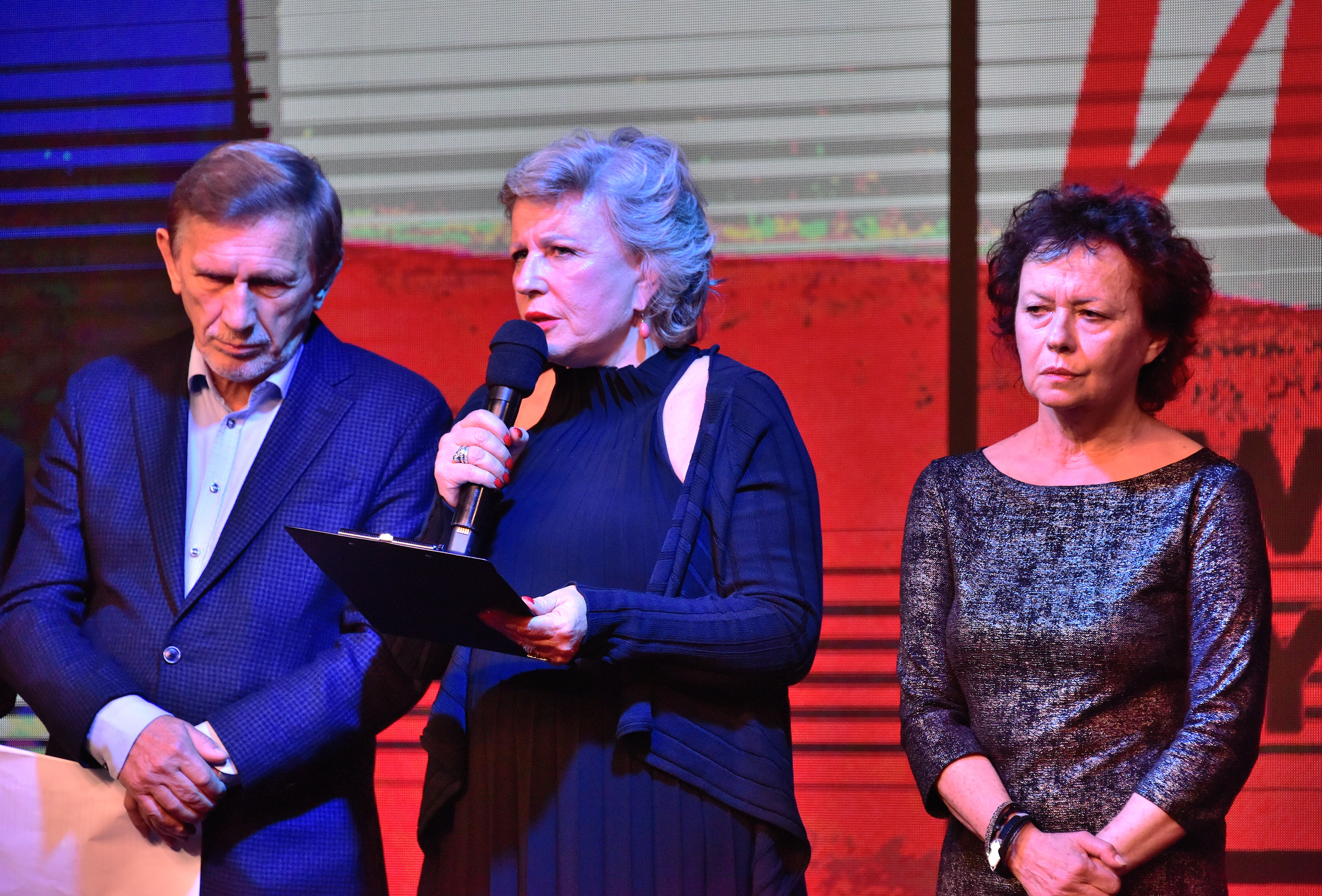
Englert, Krystyna Janda i Joanna Szczepkowska (2019)

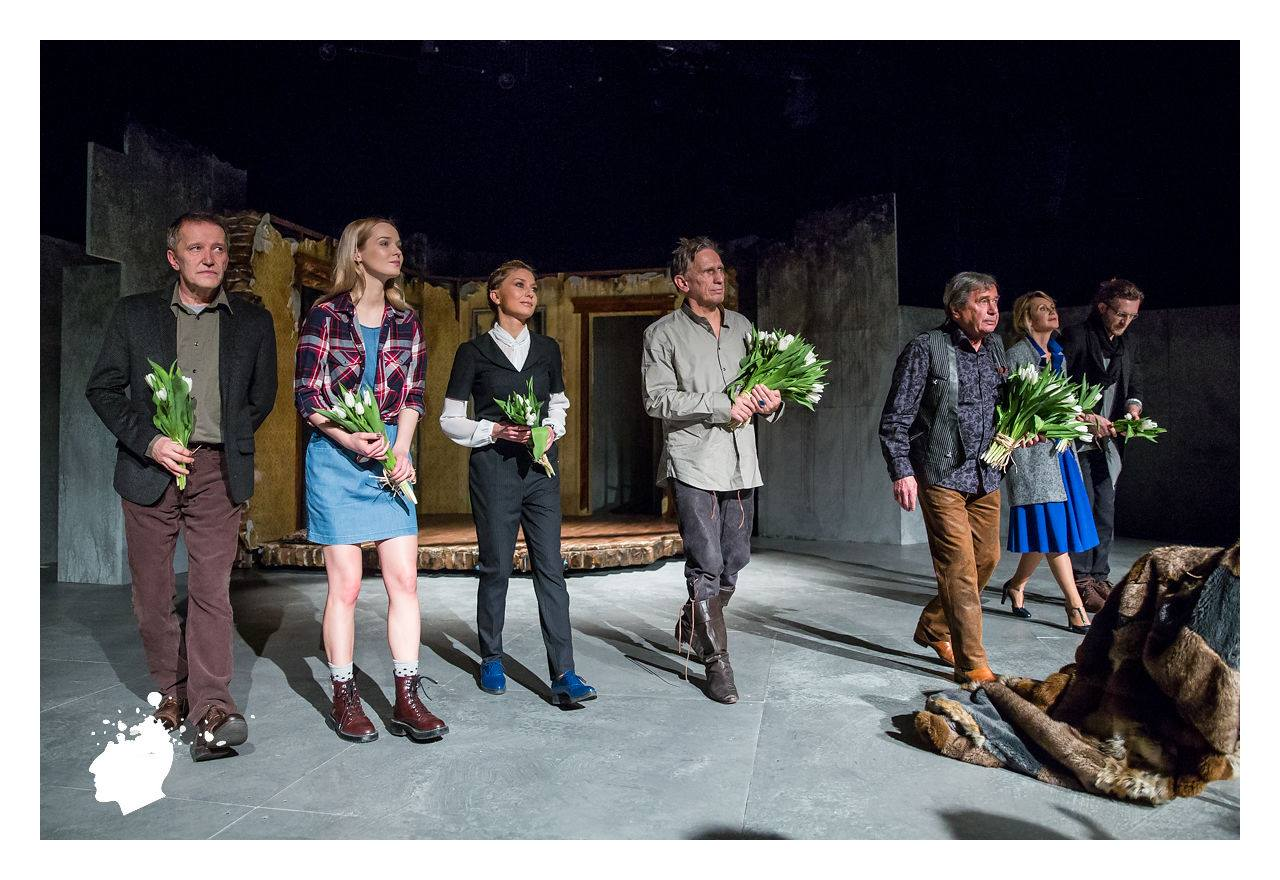
Englert (czwarty od lewej) w spektaklu Garderobiany na XXIII Międzynarodowym Festiwalu Sztuk Przyjemnych i Nieprzyjemnych (2020)

Urodził się w Warszawie, ale po powstaniu warszawskim wraz z rodziną często zmieniał miejsce zamieszkania; dorastał w Częstochowie, Sosnowcu, Polanicy i Kłodzku, a w 1950 znów zamieszkał w stolicy. Jest starszym bratem reżysera teatralnego i aktora Macieja Englerta oraz stryjem operatora i scenarzysty filmowego Michała Englerta.
Po ukończeniu nauki w 37. LO im. Jarosława Dąbrowskiego w Warszawie rozpoczął studia na Wydziale Aktorskim Państwowej Wyższej Szkoły Teatralnej im. Aleksandra Zelwerowicza w Warszawie; studiował na jednym roku m.in. Marianem Opanią, Damianem Damięckim, Andrzejem Zaorskim, Ireną Karel, Barbarą Sołtysik i Jolantą Wołłejko.

### Kariera teatralna
Po obronie dyplomu w 1964 został aktorem Teatru Polskiego w Warszawie, w którym zadebiutował zastępstwem w roli Groźnego w Balladzie polskiej Drozdowskiego, a dwa miesiące później premierowo zagrał starca w Psie ogrodnika Lopego de Vegi. Po tym, jak w 1966 dyrektorem teatru został Jerzy Kreczmar, zaczął być obsadzany w większych rolach, m.in. zagrał Heliogabala w Irydionie Krasińskiego (1966) i Drinkwatera w Nawróceniu kapitana Brassbounda Shawa (1967).
W 1969 przeszedł do Teatru Współczesnego pod dyrekcją Erwina Axera i zadebiutował w spektaklu Konflikt Saundersa (1969), składającym się ze sztuk Metro i Sąsiedzi, następnie zagrał m.in.: Ryszarda w Pokoju na godziny Landovskýego (1971), Leona Węgorzewskiego w Matce Witkacego (1970), Banca w Macbetcie Shakespeare’a (1972), Jermołaja Łopachina w Wiśniowym sadzie Czechowa (1976), Michaja Gruję w Największej świętości Drucego (1977; za rolę otrzymał nagrodę podczas Kaliskich Spotkań Teatralnych), Oficera w Grze snów Strindberga i Gustawa w Dziadach kowieńskich Mickiewicza (1978).
W 1981 odszedł z Teatru Współczesnego i wrócił do Teatru Polskiego, którego dyrektorem został Kazimierz Dejmek. Zagrał Piotra M. w Ołtarzu wzniesionym sobie Iredyńskiego (1981), Konrada w Wyzwoleniu Wyspiańskiego (1982), tytułowego bohatera w Vatzlavie Mrożka (1982), Krzysztofa w Obłędzie Krzysztonia (1983), Pana Młodego w Weselu Wyspiańskiego (1984), Nieuda w Letnim dniu Mrożka (1984; za tę rolę otrzymał nagrodę aktorską pierwszego stopnia na Festiwalu Polskich Sztuk Współczesnych we Wrocławiu), Gustawa w Ślubach panieńskich Fredry (1984; za rolę otrzymał nagrodę na festiwalu Opolskie Konfrontacje Teatralne w Warszawie), Morisa w Kontrakcie (1986; za tę rolę otrzymał nagrodę na Festiwalu Polskich Sztuk Współczesnych we Wrocławiu) i Bartodzieja w Portrecie Mrożka (1987; za tę rolę otrzymał nagrodę główną na Festiwalu Polskich Sztuk Współczesnych we Wrocławiu), Chlestakowa w Rewizorze Gogola (1989), Henryka w Ślubie Gombrowicza (1991) i tytułową rolę w Ryszardzie III Shakespeare’a (1993; za tę rolę otrzymał Nagrodę im. Aleksandra Zelwerowicza oraz Grand Prix podczas Kaliskich Spotkaniach Teatralnych).
W 1996 odszedł z Teatru Polskiego, jednak występował gościnnie w roli Marka Antoniusza w Juliuszu Cezarze Shakespeare’a (1996; za rolę otrzymał nagrodę na Festiwalu Szekspirowskim w Gdańsku). W 1997 wstąpił do zespołu Teatru Narodowego, który po pożarze teatru stworzył Jerzy Grzegorzewski. Zagrał m.in. gen. Chłopickiego w Nocy listopadowej Wyspiańskiego (1997), rolę tytułową w Króli Lirze Shakespeare’a (1998), Arnolfa w Szkole Żon Molière'a (2000) oraz Łatkę w Dożywociu Fredry (2001), które sam wyreżyserował, Hrabiego Henryka w Nie–Boskiej komedii Krasińskiego (2002).
W 2003 został dyrektorem artystycznym Teatru Narodowego. W tym czasie zagrał postać R w Duszyczce (2004) według Różewicza, Tezeusza w Fedrze (2006), Eugeniusza w Tangu (2009) Mrożka, Witolda Gombrowicza w Dowodzie na istnienie drugiego (2014) Wojtyszki, Sira w Garderobianym (2016) Harwooda, Wiktora w Sonacie jesiennej (2020) Bergmana i tytułową rolę w spektaklu Baron Münchhausen dla dorosłych (2022) Wojtyszki. Za rolę Paolo w przedstawieniu Grzegorza Jarzyny T.E.O.R.E.M.A.T. w TR Warszawa (2009) został uhonorowany Wielką Nagrodą Aktorską w Ogólnopolskim Konkursie na Teatralną Inscenizację Dawnych Dzieł Literatury Europejskiej).
Pracuje jako reżyser teatralny. W Teatrze Polskim wystawił spektakle: Matka (1984), Bezimienne dzieło (1987), Oni (1989) Stanisława Ignacego Witkiewicza i Kordian Słowackiego (1987). Za wystawienie przedstawienia Kochajmy się!... wg Pana Tadeusza Mickiewicza otrzymał w 1990 nagrodę specjalną podczas Kaliskich Spotkań Teatralnych. W Teatrze Narodowym wystawił m.in. Szkołę żon (2000) i Mizantropa (2022) Molière'a, Dożywocie (2001) i Śluby panieńskie (2007) Fredry oraz Fredraszki na podstawie tekstów Fredry (2014), Księżniczkę na opak wywróconą Calderóna de la Barki (2010), Udrękę życia Levina (2011), Bezimienne dzieło Witkacego (2013), a także Iwanowa (2008) i Trzy siostry (2021) Czechowa. W 2015, z okazji 250. rocznicy powstania Teatru Narodowego, wyreżyserował Kordiana Słowackiego. 
W 1964 zadebiutował w Teatrze Telewizji jako Żołnierz w Kandydzie Voltaire’a, następnie zagrał m.in. kelnera w Duecie, bezwzględnego aplikanta w Dekrecie i oficera Fiedotika w Trzech siostrach. W 1968 zagrał większą rolę w TT – Stefana Bielaka w Notesie. Sukces przyniosła mu rola Stefana Bielaka w Notesie Skowrońskiego (1968). Następnie zagrał m.in. Zbyszka w Moralności Pani Dulskiej Zapolskiej (1970), Stanisława Jończyka w Akcji V Janickiego (1973), tytułowe role w Hamlecie Shakespeare’a (1974) i Don Juanie Molière'a (1974), Michaja Gruję w Największej świętości Druczego (1979), dziennikarza w Weselu Wyspiańskiego (1981), Ksawerego w Dniu jego powrotu Nałkowskiej (1982), Onego w Polowaniu na karaluchy Głowackiego (1992), Przełęckiego w Uciekła mi przepióreczka Żeromskiego (1994), Waśkę Piepieła w Na dnie Gorkiego (1994), rolę tytułową w Życiu Galileusza Brechta (1997), Łukasza w Placu Bohaterów Bernharda (1998), Lorda Astora w Herbatce u Stalina Harwooda (2001), J.C w Lordzie Jimie Conrada (2002), rolę tytułową w Juliuszu Cezarze Shakespeare’a (2006), a także wystąpił w Przygodzie Máraia (2014). Dla Teatru Telewizji wyreżyserował spektakle: Irydion (1982) Krasińskiego, Hamlet (1985) Shakespeare’a, Czajka (1986) Czechowa, Kurka Wodna (1993) Witkacego, Kordian (1994) Słowackiego, Iwanowa (1996) Czechowa, Dziady (1997) Mickiewicza, Nauka o barwach (2001) Kubikowskiego, Beatrix Cenci (2001) Słowackiego, Juliusz Cezar (2006) Shakespeare’a (za reżyserię sztuki otrzymał Grand Prix na Festiwalu „Dwa Teatry”), Nikt mnie nie zna (2013; jednoaktówka wystawiona z okazji 50-lecia istnienia Teatru Telewizji). Przygoda (2014) Máraia, Mąż i żona (2016) i Śluby panieńskie (2017) Fredry, Spiskowcy (2018) wg Josepha Conrada (za reżyserię sztuki otrzymał nagrodę na Festiwalu „Dwa teatry”), Lato (2018) Rittnera i W małym dworku (2019) Witkacego.

### Kariera filmowa i serialowa
Jako aktor filmowy zadebiutował w wieku 13 lat rolą łącznika Zefira w filmie Andrzeja Wajdy Kanał (1956). Następnie zagrał m.in. Erwina Malinioka w filmach Sól ziemi czarnej (1969) i Perła w koronie (1971) Kazimierza Kutza, szefa Andrzeja w filmie Trzeba zabić tę miłość Janusza Morgensterna (1972), Marcina Śniadowskiego w filmie Jerzego Antczaka Noce i dnie (1975), jezuitę Ricardo Leona Heredię w filmie Wyło Radewa Dusze stracone (1975; za rolę otrzymał nagrodę dla najlepszego aktora na międzynarodowym festiwalu filmowym w Warnie), Froelicha w filmie Baryton Janusza Zaorskiego (1984), Conrada w filmie Magnat Filipa Bajona (1986), Wiktora Kozłowskiego w filmie Komedia Małżeńska Romana Załuskiego (1993), Ferdynanda Lipskiego w filmie Juliusza Machulskiego Kiler (1997), Generała w filmie Andrzeja Wajdy Katyń (2007), Doktora w filmie Andrzeja Wajdy Tatarak (2009) i profesora Wacława Sitkowskiego w filmie Łukasza Palkowskiego Bogowie (2014).
Jest współscenarzystą i wykonawcą głównych ról w filmach Wielka wsypa (1992) i Szczur (1994) Jana Łomnickiego. 
Popularność przyniosły mu w role serialach: Kolumbowie (1971), Polskie drogi (1976), Lalka (1977), Dom (1980) i Matki, żony i kochanki (1998). W 1971 otrzymał od redakcji „Expressu Wieczornego” statuetkę Złotej Maski dla najpopularniejszego aktora. Za rolę w filmie Michała Kwiecińskiego Miłość jest wszystkim był nominowany do antynagrody Węża w kategorii występ poniżej godności.

### Pozostałe przedsięwzięcia
Pod koniec lat 70. był członkiem prezydium Związku Zawodowego Aktorów Polskich w Centralnej Radzie Związków Zawodowych, następnie został przewodniczącym warszawskiego oddziału SPATiF-u, a na początku lat 80. objął stanowisko wicepresesa ZASP.
Od 1981 jest wykładowcą Akademii Teatralnej im. Aleksandra Zelwerowicza w Warszawie, w której pełnił funkcję dziekana Wydziału Aktorskiego (1981–1987) i rektora (1987–1993, 1996–2002). W 1989 otrzymał tytuł profesora Akademii. Za jego kadencji rektorskiej odbudowano Teatr Collegium Nobilium i powołano Międzynarodowy Festiwal Szkół Teatralnych. W latach 1992–1993 był również członkiem Rady ds. Kultury przy Prezydencie RP. W 2001 otrzymał tytuł honorowego profesora Rosyjskiej Akademii Sztuki Teatralnej w Moskwie.
W 2019 otrzymał doktorat honoris causa Państwowej Akademii Sztuki Teatralnej i Filmowej w Sofii oraz odebrał Plakietę Honorową „Świętych Cyryla i Metodego” z rąk prezydenta Rumena Radewa.
Odznaczony Złotym Krzyżem Zasługi (1977), Krzyżem Kawalerskim Orderu Odrodzenia Polski (1988), Krzyżem Komandorskim Orderu Odrodzenia Polski (2001) i Złotym Medalem Zasłużony Kulturze – Gloria Artis (2005). Laureat wielu nagród za całokształt pracy artystycznej: Nagroda Ministra Kultury i Sztuki (1989), Super Wiktor (1999), Nagroda im. Tadeusza-Boya Żeleńskiego (2008), Nagroda im. Cypriana Kamila Norwida (2012), Nagroda Gustaw (2014), Nagroda im. Zygmunta Hübnera (2015), Nagroda Specjalna Miesięcznika „Teatr” (2016), Splendor Splendorów (2017), Złoty Anioł (2017), Wielka Nagroda Festiwalu „Dwa Teatry” (2019), Nagroda Specjalna im. Stefana Treugutta (2019). Zdobywca nagrody „Vox populi” – tytułu mistrza mowy polskiej w 4. Konkursie „Mistrz Mowy Polskiej” (2004).

## Życie prywatne
Dwukrotnie żonaty. Z małżeństwa z Barbarą Sołtysik ma syna Tomasza (ur. 1970) i córki-bliźniaczki: Katarzynę i Małgorzatę (ur. 1973). W 1995 ożenił się z Beatą Ścibakówną, z którą ma córkę Helenę (ur. 2000).

## Filmografia
| Filmy |                                                |                                                           |                            |
| Rok   | Tytuł                                          | Rola                                                      | Uwagi                      |
| 1956  | Kanał                                          | „Zefir”                                                   | debiut filmowy             |
| 1962  | Miłość dwudziestolatków                        | kolega Basi                                               | niewymieniony w napisach   |
| 1966  | Noc generałów                                  | polski partyzant w brązowej kurtce zeskakujący z balkonu  | nie występuje w napisach   |
| 1966  | Marysia i Napoleon                             | kolega Marysi                                             | niewymieniony w napisach   |
| 1966  | Kontrybucja                                    | Pawełek, brat Anny                                        |                            |
| 1966  | Bokser                                         | bokser Kozłowski, członek polskiej drużyny                |                            |
| 1966  | Cyrograf dojrzałości                           | Wiktor Lewicki                                            |                            |
| 1968  | Hasło Korn                                     | kamerzysta, pracownik kontrwywiadu                        | niewymieniony w napisach   |
| 1969  | Sól ziemi czarnej                              | Erwin Maliniok                                            |                            |
| 1969  | Wyzwolenie                                     | czołgista Jan Wolny                                       |                            |
| 1970  | Wawelski conventus dowódców                    | Franciszek Zubrzycki „Mały Franek”                        | film dokumentalny          |
| 1971  | Perła w koronie                                | Erwin Maliniok                                            |                            |
| 1971  | Kłopotliwy gość                                | członek komisji z elektrowni                              |                            |
| 1972  | Trzeba zabić tę miłość                         | szef Andrzeja, właściciel warsztatu samochodowego         |                            |
| 1972  | Poślizg                                        | Marek                                                     |                            |
| 1972  | Ocalenie                                       | Andrzej Jezierski, współpracownik Adama                   |                            |
| 1973  | Pamiętnik Tadeusza Makowskiego                 | Tadeusz Makowski                                          | film dokumentalny          |
| 1973  | Nagrody i odznaczenia                          | chorąży Garstka                                           |                            |
| 1975  | Dusze stracone                                 | Ricardo Heredia                                           |                            |
| 1975  | Noce i dnie                                    | Marcin Śniadowski, mąż Agnieszki Niechcicówny             |                            |
| 1975  | Doktor Judym                                   | Tomasz Judym                                              |                            |
| 1975  | Czerwone i białe                               | Edward Ocieski                                            |                            |
| 1977  | Sprawa Gorgonowej                              | aspirant Respond                                          |                            |
| 1977  | Akcja pod Arsenałem                            | Stanisław Broniewski „Stefan Orsza”                       |                            |
| 1978  | Roman i Magda                                  | Grzegorz Klimecki                                         |                            |
| 1979  | Ojciec królowej                                | kawaler de Charentes                                      |                            |
| 1980  | Ukryty w słońcu                                | Janek                                                     |                            |
| 1980  | Mniejsze niebo                                 | Marek Weber, dziennikarz telewizyjny                      |                            |
| 1981  | Okno                                           | psychiatra, kolega Krzysztofa                             |                            |
| 1982  | Bluszcz                                        | Andrzej, kochanek Kingi                                   |                            |
| 1983  | Stan wewnętrzny                                | Jerzy, konstruktor łodzi, były mąż Ewy                    |                            |
| 1983  | Soból i panna                                  | Stanisław Pucewicz                                        |                            |
| 1983  | Marynia                                        | Hipolit Apolinary Maszko                                  |                            |
| 1984  | W starym dworku, czyli niepodległość trójkątów | Ryszard Korbowski                                         |                            |
| 1984  | Baryton                                        | Froelich, kuzyn Sophie                                    |                            |
| 1985  | Rajska jabłoń                                  | Jan Cichocki, prowizor w aptece męża Amelki, jej kochanek |                            |
| 1986  | Weryfikacja                                    | Janusz Malicki, kierownik działu w redakcji „Tygodnika”   |                            |
| 1986  | Magnat                                         | Conrad, syn Hansa Heinricha                               |                            |
| 1987  | W klatce                                       | dyrektor firmy polonijnej, sąsiad Władysława              |                            |
| 1988  | Piłkarski poker                                | prezes „Czarnych”                                         |                            |
| 1988  | Dziewczynka z hotelu Excelsior                 | playboy                                                   |                            |
| 1990  | Superwizja                                     | Joachim                                                   |                            |
| 1992  | Wielka wsypa                                   | Jarek Bronko vel Branicki                                 |                            |
| 1992  | Białe małżeństwo                               | Wincenty, ojciec dziewcząt                                |                            |
| 1993  | Komedia małżeńska                              | Wiktor Kozłowski, mąż Marii                               |                            |
| 1994  | Śmierć w płytkiej wodzie                       | Dobos                                                     |                            |
| 1994  | Szczur                                         | Jarek Bronko vel Branicki                                 | także scenariusz i dialogi |
| 1995  | Pestka                                         | Sewer, wspólnik Borysa                                    |                            |
| 1996  | Wirus                                          | komisarz Kujawa, ojciec Józka                             |                            |
| 1997  | Kiler                                          | senator Ferdynand Lipski                                  |                            |
| 1997  | Ciemna strona Wenus                            | Max Rosner                                                |                            |
| 1998  | Złoto dezerterów                               | major „Jeremi”                                            |                            |
| 1999  | Kiler-ów 2-óch                                 | były senator Ferdynand Lipski                             |                            |
| 2000  | Świąteczna przygoda                            | anioł Śmierć                                              |                            |
| Katyń | generał                                        |                                                           |                            |
| 2001  | Pieniądze to nie wszystko                      | prowadzący galę small-biznesu                             |                            |
| 2002  | Superprodukcja                                 | występuje w roli samego siebie                            |                            |
| 2006  | S@motność w sieci                              | klient Marka                                              |                            |
| 2006  | Bezmiar sprawiedliwości                        | mecenas Paweł Boś, adwokat Kutra                          |                            |
| 2007  | Katyń                                          | generał Mieczysław Smorawiński                            |                            |
| 2008  | Skorumpowani                                   | Witold Burzyński                                          |                            |
| 2008  | Lejdis                                         | Jan Korbowicz, ojciec „Korby”                             |                            |
| 2009  | Tatarak                                        | doktor, mąż Marty                                         |                            |
| 2009  | Popiełuszko. Wolność jest w nas                | profesor                                                  |                            |
| 2013  | Tajemnica Westerplatte                         | podpułkownik Wincenty Sobociński                          |                            |
| 2013  | Ambassada                                      | Oskar Reiter, stryj Przemka                               |                            |
| 2014  | Bogowie                                        | profesor Wacław Sitkowski, szef Religi                    |                            |
| 2015  | Obce niebo                                     | adwokat                                                   |                            |
| 2015  | Droga do Rzymu                                 | lekarz                                                    |                            |
| 2018  | Miłość jest wszystkim                          | aktor August Szwarc, ojciec Krysi                         |                            |
| 2019  | II koncert na wiolonczelę i orkiestrę          | sędzia                                                    | film krótkometrażowy       |
| 2021  | To musi być miłość                             | Tadeusz                                                   |                            |
| 2021  | Dziewczyny z Dubaju                            | ojciec Bartka                                             |                            |
| 2023  | Błazny                                         | jako on sam                                               |                            |
| 2024  | Skrzyżowanie                                   | Tadeusz Jaster                                            |                            |

| Produkcje telewizyjne |                                        |                                                                       |                                                                                     |
| Rok                   | Tytuł                                  | Rola                                                                  | Uwagi                                                                               |
| 1964                  | Kandyd                                 | żołnierz                                                              | spektakl telewizyjny                                                                |
| 1965                  | Zapiski majora Pycia                   | chorąży                                                               | spektakl telewizyjny                                                                |
| 1965                  | Stanisław i Bogumił                    | brat Paweł                                                            | spektakl telewizyjny                                                                |
| 1965                  | Podziemny front                        | Marcin, żołnierz AL                                                   | serial telewizyjny, odcinki: 1, 2, 5                                                |
| 1966                  | Śluby panieńskie                       | Albin                                                                 | spektakl telewizyjny                                                                |
| 1966                  | Stawka większa niż życie               | podporucznik WP                                                       | spektakl telewizyjny, odcinek: 10                                                   |
| 1966                  | Duet                                   | kelner                                                                | spektakl telewizyjny                                                                |
| 1967                  | Wdowa po pułkowniku                    | chłopak                                                               | spektakl telewizyjny                                                                |
| 1967                  | Pieniacz                               | Leander                                                               | spektakl telewizyjny                                                                |
| 1967                  | Pajęczyna                              | oficer                                                                | spektakl telewizyjny                                                                |
| 1967                  | Ojciec                                 | Nojd                                                                  | spektakl telewizyjny                                                                |
| 1967                  | Nie igra się z miłością                | wieśniak                                                              | spektakl telewizyjny                                                                |
| 1967                  | Dekret                                 | aplikant                                                              | spektakl telewizyjny                                                                |
| 1967                  | Cyrograf dojrzałości                   | Wiktor Lewicki                                                        | film telewizyjny                                                                    |
| 1968                  | Stawka większa niż życie               | Tadek                                                                 | serial telewizyjny, odcinek: 9                                                      |
| 1968                  | Notes                                  | Stefan Bielak                                                         | spektakl telewizyjny                                                                |
| 1968                  | Eurydyka                               | Mateusz                                                               | spektakl telewizyjny                                                                |
| 1969                  | Niewidzialna kochanka                  | Don Luis                                                              | spektakl telewizyjny                                                                |
| 1969                  | Makbet                                 | Malcolm, syn Duncana                                                  | spektakl telewizyjny                                                                |
| 1969                  | Kryptonim Maks                         | Janik                                                                 | spektakl telewizyjny                                                                |
| 1969                  | Epilog norymberski                     | doktor G. Gilbert, psychiatra sądowy rozmawiający z oskarżonymi       | spektakl telewizyjny                                                                |
| 1969                  | Całe życie Sabiny                      | Jan                                                                   | spektakl telewizyjny                                                                |
| 1970                  | Złota kareta                           | Timosza                                                               | spektakl telewizyjny                                                                |
| 1970                  | Umarłem, aby żyć                       | dr Leśniak                                                            | spektakl telewizyjny                                                                |
| 1970                  | Pan generał                            | Dawid Edward Mendigales                                               | spektakl telewizyjny                                                                |
| 1970                  | Moralność pani Dulskiej                | Zbyszko Dulski                                                        | spektakl telewizyjny                                                                |
| 1970                  | Mała ankieta                           | redaktor Bilewicz                                                     | spektakl telewizyjny                                                                |
| 1970                  | Kolumbowie                             | Zygmunt                                                               | serial telewizyjny, odcinki: 1, 2, 3, 4, 5                                          |
| 1970                  | Epilog norymberski                     | doktor G. Gilbert, psychiatra sądowy rozmawiający z oskarżonymi       | film telewizyjny                                                                    |
| 1971                  | Przyjdzie taki pod sam dom i ...       | Tom Rhodes                                                            | spektakl telewizyjny                                                                |
| 1971                  | Kwiaty dla matki                       | Marcin                                                                | spektakl telewizyjny                                                                |
| 1971                  | Fantazy                                | Jan                                                                   | spektakl telewizyjny                                                                |
| 1971                  | Demon                                  | Demon                                                                 | spektakl telewizyjny                                                                |
| 1972                  | Pod własnym dachem                     | Tom Midway                                                            | spektakl telewizyjny                                                                |
| 1972                  | Lucy Crown                             | Tony                                                                  | spektakl telewizyjny                                                                |
| 1972                  | Kordian i cham                         | Kazimierz Deczyński                                                   | spektakl telewizyjny                                                                |
| 1972                  | Dama pikowa                            | Hermann Naumow                                                        | film telewizyjny z cyklu „Klasyka światowa”                                         |
| 1972                  | Diabelski zawód                        | Dawid                                                                 | spektakl telewizyjny                                                                |
| 1973                  | Beatryks Cenci                         | Giano Giani                                                           | spektakl telewizyjny                                                                |
| 1973                  | Akwarium 2                             | reporter radiowy                                                      | spektakl telewizyjny                                                                |
| 1973                  | Akcja V                                | porucznik Stanisław Jończyk                                           | spektakl telewizyjny, odcinki: 1, 2, 3, 4, 5, 6                                     |
| 1974                  | S.O.S.                                 | porucznik J. Jasło                                                    | serial telewizyjny, odcinki: 1, 5, 6, 7                                             |
| 1974                  | Hamlet                                 | Hamlet                                                                | spektakl telewizyjny                                                                |
| 1974                  | Dwoje bliskich obcych ludzi            | Maciek Bobrowski, mąż Barbary                                         | film telewizyjny                                                                    |
| 1974                  | Don Juan czyli kamienny gość           | Don Juan                                                              | spektakl telewizyjny                                                                |
| 1975                  | Wieczór trzech króli                   | Orsino                                                                | spektakl telewizyjny                                                                |
| 1975                  | Ucieczka z Betlejemu                   | Wielgut                                                               | spektakl telewizyjny                                                                |
| 1975                  | Nora                                   | Torwald Helmer                                                        | spektakl telewizyjny                                                                |
| 1976                  | Sidła                                  | Julek                                                                 | spektakl telewizyjny                                                                |
| 1976                  | Próba generalna                        | Jack                                                                  | spektakl telewizyjny                                                                |
| 1976-1977             | Polskie drogi                          | Jerzy, członek AK, kochanek Miszczykowej                              | serial telewizyjny, odcinek: 4, 7, 8                                                |
| 1976                  | Mistrz zawsze traci                    | kominiarz                                                             | film telewizyjny z cyklu „Parada oszustów”                                          |
| 1976                  | Mieszczanie                            | Nił                                                                   | spektakl telewizyjny                                                                |
| 1976                  | Kto daje                               | Artur                                                                 | spektakl telewizyjny                                                                |
| 1976                  | Hotel pod poległym alpinistą           | Simon Simonet                                                         | spektakl telewizyjny                                                                |
| 1977                  | Noce i dnie                            | Marcin Śniadowski, mąż Agnieszki Niechcicówny                         | serial telewizyjny, odcinki: 8, 9, 10                                               |
| 1977                  | Lalka                                  | Mraczewski, subiekt w sklepie Wokulskiego                             | serial telewizyjny, odcinki: 1, 3, 4, 9                                             |
| 1978                  | Życie na gorąco                        | Charles Clermont, pracownik Komisji Narkotyków ONZ                    | serial telewizyjny, odcinek: 7                                                      |
| 1978                  | Rodzina Połanieckich                   | Hipolit Apolinary Maszko                                              | serial telewizyjny, odcinki: 1-7                                                    |
| 1978                  | Justyna                                | reżyser Tadeusz, partner Teresy                                       | film telewizyjny                                                                    |
| 1978                  | Filomena Marturano                     | Ricardo                                                               | spektakl telewizyjny                                                                |
| 1979                  | Największa świętość                    | Michaj Gruja                                                          | spektakl telewizyjny                                                                |
| 1979                  | Klątwa                                 | ksiądz                                                                | spektakl telewizyjny                                                                |
| 1979                  | Fircyk w zalotach                      | Fircyk                                                                | spektakl telewizyjny                                                                |
| 1979                  | Dzień przyjazdu, dzień odjazdu         | Prokopienko                                                           | spektakl telewizyjny                                                                |
| 1980                  | Wielki człowiek                        | Billy                                                                 | spektakl telewizyjny                                                                |
| 1980-2000             | Dom                                    | Rajmund Wrotek                                                        | serial telewizyjny, odcinki: 1-6, 8-25                                              |
| 1981                  | Wesele                                 | dziennikarz                                                           | spektakl telewizyjny                                                                |
| 1981                  | W agonii                               | Ivan Kriżowec                                                         | spektakl telewizyjny                                                                |
| 1981                  | Najdłuższa wojna nowoczesnej Europy    | hrabia Maciej Mielżyński, przyjaciel Marcinkowskiego                  | serial telewizyjny, odcinki: 3, 4, 5, 6                                             |
| 1982                  | Dzień jego powrotu                     | Ksawery Ilecki                                                        | spektakl telewizyjny                                                                |
| 1984                  | Ziarno fotografii                      | Piotr                                                                 | film telewizyjny                                                                    |
| 1984                  | Hania                                  | doktor Staś                                                           | film telewizyjny                                                                    |
| 1984                  | 5 dni z życia emeryta                  | Stanisław Bzowski, ojciec Adama                                       | film telewizyjny                                                                    |
| 1985                  | Śluby panieńskie czyli magnetyzm serca | Gustaw                                                                | spektakl telewizyjny                                                                |
| 1985                  | Gorące ślady                           | Heinrich                                                              | serial telewizyjny                                                                  |
| 1986                  | Zmiennicy                              | aktor Wojciech Rawicz                                                 | serial telewizyjny, odcinki: 5, 12                                                  |
| 1986                  | Biała wizytówka                        | Conrad von Teuss, syn Hansa Heinricha                                 | serial telewizyjny, odcinki: 3, 4, 5, 6                                             |
| 1987                  | Rzeka kłamstwa                         | January Strzembosz                                                    | serial telewizyjny, odcinki: 5, 7                                                   |
| 1988                  | Tym razem żegnaj na zawsze             | prokurator                                                            | spektakl telewizyjny                                                                |
| 1988                  | Mistrz i Małgorzata                    | Kajfasz, arcykapłan Judei                                             | serial telewizyjny, odcinek: 1                                                      |
| 1989                  | Vatzlav                                | Vatzlav                                                               | spektakl telewizyjny                                                                |
| 1989                  | Szczególny dzień                       | Gabriele                                                              | spektakl telewizyjny                                                                |
| 1989                  | Pokój na godziny                       | Ryszard                                                               | spektakl telewizyjny                                                                |
| 1989                  | Modrzejewska                           | Feliks Benda, brat Modrzejewskiej                                     | serial telewizyjny, odcinki: 1, 2, 3, 4, 6, 7                                       |
| 1989                  | Kontrakt                               | Moris                                                                 | spektakl telewizyjny                                                                |
| 1990                  | Portret                                | Bartodziej                                                            | spektakl telewizyjny                                                                |
| 1992                  | Polowanie na karaluchy                 | On                                                                    | spektakl telewizyjny                                                                |
| 1992                  | Pelikan                                | zięć                                                                  | spektakl telewizyjny                                                                |
| 1993                  | Viva Espana                            | Steve                                                                 | spektakl telewizyjny                                                                |
| 1993                  | Sztuka przekładu                       | Wiktor Bielajew                                                       | spektakl telewizyjny                                                                |
| 1993                  | Amadeusz                               | cesarz Józef II                                                       | spektakl telewizyjny                                                                |
| 1994                  | Uciekła mi przepióreczka               | Przełęcki                                                             | spektakl telewizyjny                                                                |
| 1994                  | Trzy szkice miłosne                    | On                                                                    | spektakl telewizyjny                                                                |
| 1994                  | Testament Szekspira                    | doktor Hall                                                           | spektakl telewizyjny                                                                |
| 1994                  | Rozdział drugi                         | Leo Schneider                                                         | spektakl telewizyjny                                                                |
| 1994                  | Nieprzyjaciel                          | Filip                                                                 | spektakl telewizyjny                                                                |
| 1994                  | Na dnie                                | Waśka Piepieł                                                         | spektakl telewizyjny                                                                |
| 1994                  | Kordian                                | car                                                                   | spektakl telewizyjny                                                                |
| 1994                  | Fotel na biegunach                     | Oswald                                                                | spektakl telewizyjny                                                                |
| 1994                  | Dama kameliowa                         | Alexandre Dumas (syn)                                                 | film telewizyjny                                                                    |
| 1994                  | Aszantka                               | Edmund Łoński                                                         | spektakl telewizyjny                                                                |
| 1995                  | Siostra                                | Hubert                                                                | spektakl telewizyjny                                                                |
| 1995–1998             | Matki, żony i kochanki                 | Jerzy Lipert, były chłopak Wiktorii                                   | serial telewizyjny                                                                  |
| 1995                  | Madame Modjeska                        | James O’Neill                                                         | spektakl telewizyjny                                                                |
| 1996                  | Życie Galileusza                       | Galileusz                                                             | spektakl telewizyjny                                                                |
| 1996                  | Zabawa w morderstwo                    | Brian                                                                 | spektakl telewizyjny                                                                |
| 1996                  | Podróż                                 | Jan                                                                   | spektakl telewizyjny                                                                |
| 1996                  | Pigmalion                              | profesor Higgins                                                      | spektakl telewizyjny                                                                |
| 1996                  | Ekstradycja 2                          | Kowalski                                                              | serial telewizyjny, odcinki: 1, 8, 9                                                |
| 1997                  | Wilki w nocy                           | prokurator                                                            | spektakl telewizyjny                                                                |
| 1997                  | Stan po zapaści                        | docent                                                                | spektakl telewizyjny                                                                |
| 1997                  | Sława i chwała                         | Stanisław Huby, ojciec Huberta                                        | serial telewizyjny, odcinki: 5, 6                                                   |
| 1997                  | Poczta                                 | doktor                                                                | spektakl telewizyjny                                                                |
| 1997                  | Heldenplatz. Plac bohaterów            | Łukasz                                                                | spektakl telewizyjny                                                                |
| 1998                  | Ukryty śmiech                          | Harry                                                                 | spektakl telewizyjny                                                                |
| 1998                  | Siedlisko                              | dziekan, przyjaciel Kalinowskiego                                     | serial telewizyjny                                                                  |
| 1998                  | Ekstradycja 3                          | Kowalski                                                              | serial telewizyjny, odcinki: 1, 2                                                   |
| 1998                  | Cesarski szaleniec                     | car Aleksander                                                        | spektakl telewizyjny                                                                |
| 1999                  | Randka z diabłem                       | prokurator Wesoły                                                     | spektakl telewizyjny                                                                |
| 1999                  | Od czasu do czasu                      | Julian                                                                | spektakl telewizyjny                                                                |
| 1999                  | Herbatka u Stalina                     | lord Astor                                                            | spektakl telewizyjny                                                                |
| 2000                  | Ostatnie kwadry                        | syn                                                                   | spektakl telewizyjny                                                                |
| 2000                  | Golden Joe                             | ojciec                                                                | spektakl telewizyjny                                                                |
| 2001                  | Zazdrość                               | Leszek Stawiski                                                       | spektakl telewizyjny                                                                |
| 2001                  | Miasteczko                             | mecenas Adam Pietras                                                  | serial telewizyjny, odcinki: 41, 42, 43, 44, 45, 46, 47, 50, 53, 55, 57, 58, 59, 60 |
| 2001                  | Beatryks Cenci                         | kardynał Orsini                                                       | spektakl telewizyjny                                                                |
| 2002                  | Święta wiedźma                         | Roland                                                                | spektakl telewizyjny                                                                |
| 2002                  | Oszuści                                | Howard, mąż Grace                                                     | spektakl telewizyjny                                                                |
| 2002                  | Lord Jim                               | J.C.                                                                  | spektakl telewizyjny                                                                |
| 2003                  | Siła komiczna                          | Chandler                                                              | spektakl telewizyjny                                                                |
| 2003                  | Na dobre i na złe                      | Jerzy Różański                                                        | serial telewizyjny, odcinek: 141                                                    |
| 2003                  | Komedia na dworcu                      | Cherles                                                               | spektakl telewizyjny                                                                |
| 2003                  | 19. południk                           | ambasador Niemiec                                                     | spektakl telewizyjny                                                                |
| 2004                  | Duszyczka                              | R                                                                     | spektakl telewizyjny                                                                |
| 2004                  | Adwokat i róże                         | mecenas Wilcher                                                       | spektakl telewizyjny, także reżyseria                                               |
| 2005                  | Pieniądze i przyjaciele                | Conrad                                                                | spektakl telewizyjny                                                                |
| 2005                  | Juliusz Cezar                          | Juliusz Cezar                                                         | spektakl telewizyjny, także reżyseria                                               |
| 2006                  | Umarli ze Spoon River                  | John M. Church                                                        | spektakl telewizyjny                                                                |
| 2006                  | S@motność w sieci                      | klient Marka                                                          | serial telewizyjny                                                                  |
| 2006                  | Oficerowie                             | Zenon Kaliński, właściciel stacji „TV Max”, ojciec Alicji Szymczyszyn | serial telewizyjny, odcinki: 1-13                                                   |
| 2006                  | Bezmiar sprawiedliwości                | mecenas Paweł Boś, adwokat Kutra                                      | serial telewizyjny, odcinki: 1, 2, 3, 4                                             |
| 2007                  | Pseudonim Anoda                        | Kazimierz Rodowicz, ojciec Jana                                       | spektakl telewizyjny                                                                |
| 2007                  | Błądzenie                              | Witold III, Sobowtór, Cesarz                                          | spektakl telewizyjny                                                                |
| 2008                  | Skorumpowani                           | Witold Burzyński                                                      | serial telewizyjny                                                                  |
| 2008                  | Hamlet Stanisława Wyspiańskiego        | Król - Makbet                                                         | spektakl telewizyjny, także reżyseria                                               |
| 2008                  | Czas honoru                            | rotmistrz Czesław Konarski, ojciec Władka i Michała                   | serial telewizyjny, odcinki: 1-13                                                   |
| 2009                  | Sprawiedliwi                           | profesor Kaniewski, szef Stefana                                      | serial telewizyjny, odcinki: 1, 2, 5, 6                                             |
| 2009−2013             | Popiełuszko. Wolność jest w nas        | profesor                                                              | serial telewizyjny                                                                  |
| 2010                  | Komedia romantyczna                    | Mundial                                                               | spektakl telewizyjny                                                                |
| 2011                  | Układ warszawski                       | Antoni Rylski „Łapa”, stryj Marka                                     | serial telewizyjny                                                                  |
| 2012                  | Tango                                  | Eugeniusz                                                             | spektakl telewizyjny                                                                |
| 2012−2013             | Przepis na życie                       | Michał Drzewiecki                                                     | serial telewizyjny, odcinki: 37-40, 42-46, 48-65                                    |
| 2012                  | Next-Ex                                | Eustachy                                                              | spektakl telewizyjny                                                                |
| 2014                  | Przygoda                               | Péter Kádár, profesor medycyny                                        | spektakl telewizyjny, także reżyseria i scenariusz                                  |
| 2015                  | Rybka canero                           | profesor Stefan Vogel                                                 | spektakl telewizyjny                                                                |
| 2016                  | Mąż i żona                             | hrabia Wacław                                                         | spektakl telewizyjny, także reżyseria i scenariusz                                  |
| 2017                  | Śluby panieńskie                       | Radost                                                                | spektakl telewizyjny, także reżyseria i opracowanie tekstu                          |
| 2018                  | Paradiso                               | Kazimierz Orsza                                                       | spektakl telewizyjny                                                                |
| 2018                  | Młody Piłsudski                        | car Aleksander II                                                     | serial telewizyjny, odcinek: 1                                                      |
| 2018                  | Lato                                   | doktor                                                                | spektakl telewizyjny, także reżyseria i scenariusz                                  |
| 2018                  | Kwiaty polskie. Fragmenty              |                                                                       | spektakl telewizyjny, także reżyseria i scenariusz                                  |
| 2018–2019             | Diagnoza                               | Oliwier Krynicki                                                      | serial telewizyjny                                                                  |
| 2019                  | W małym dworku                         | Diapanazy Nibek                                                       | spektakl telewizyjny, także reżyseria i scenariusz                                  |
| 2019                  | Inkarno                                | profesor                                                              | spektakl telewizyjny                                                                |
| 2019                  | Hamlet                                 | Duch Ojca Hamleta                                                     | spektakl telewizyjny                                                                |
| 2020                  | Mały zgon                              | prokurator                                                            | serial telewizyjny, odcinki: 8, 9                                                   |
| 2021                  | Chyłka. Oskarżenie                     | prokurator Stanisław Bauman                                           | serial telewizyjny, odcinki: 1, 3, 4, 5, 6                                          |
| 2024                  | Zakładnicy                             | Raskin                                                                | serial telewizyjny, odcinki: 1, 5, 7                                                |
| 2024                  | Śleboda                                | Jan Śleboda                                                           | serial telewizyjny, odcinki: 1, 6                                                   |
| 2024                  | Przesmyk                               | minister                                                              | serial telewizyjny, odcinki: 3                                                      |
| 2024                  | Dowód na istnienie drugiego            | Witold Gombrowicz                                                     | spektakl telewizyjny                                                                |
| 2025                  | Porządny człowiek                      | Henryk                                                                | serial telewizyjny                                                                  |

| Dubbing |                             |                            |       |
| Rok     | Tytuł                       | Rola                       | Uwagi |
| 1971    | Unkas – ostatni Mohikanin   | David Gamut                |       |
| 1976    | Dusze stracone              | Ricardo Heredia            |       |
| 1976    | Kto się boi Virginii Woolf? | Nick                       |       |
| 1996    | Sommersby                   | John Robert Sommersby      |       |
| 1998    | Miłość i wojna              | Domenico Caracciolo        |       |
| 2011    | Killzone 3                  | kapitan ISA Jason Narville |       |

## Odznaczenia i nagrody

### Odznaczenia

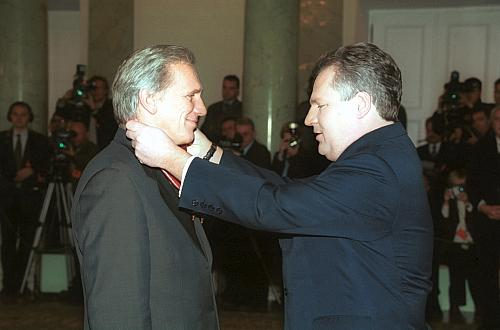
Odznaczenie przez Prezydenta RP Aleksandra Kwaśniewskiego Krzyżem Komandorskim Orderu Odrodzenia Polski (2001)

- Krzyż Komandorski Orderu Odrodzenia Polski (2001)[27]
- Krzyż Kawalerski Orderu Odrodzenia Polski (1988)[potrzebny przypis]
- Złoty Krzyż Zasługi (1977)[28]
- Złoty Medal „Zasłużony Kulturze Gloria Artis” (2005)[29]
- Odznaka Zasłużony Działacz Kultury (1977)[potrzebny przypis]

### Nagrody
- Nagroda Ministra Kultury i Sztuki II stopnia za wybitne kreacje aktorskie (1989)[potrzebny przypis]
- Nagroda im. Aleksandra Zelwerowicza – przyznawana przez redakcję miesięcznika „Teatr” – za sezon 1993/1994[30]
- Super Wiktor (1999)[potrzebny przypis]
- Nagroda im. Tadeusza Boya-Żeleńskiego za osiągnięcia aktorskie i reżyserskie oraz konsekwentne budowanie modelu Teatru Narodowego (2008)[31]
- Nagroda im. Cypriana Kamila Norwida za reżyserię dramatu Udręka życia w Teatrze Narodowym w Warszawie (2012)[potrzebny przypis]
- Nagroda im. Cypriana Kamila Norwida w kategorii: Teatr (2012)[potrzebny przypis]
- Nagroda Gustaw za szczególne zasługi dla środowiska teatralnego (2014)[32]
- Ikona Polskiego Kina za całokształt twórczości artystycznej przyznana w Kołobrzegu podczas Suspense Film Festival (2018)[33]
- Nagroda Złotego Hipolita (2019)[34]
- Nagroda Filmowa Marszałka Województwa Kujawsko-Pomorskiego im. Poli Negri (2025)[35]
- Nagroda im. Cypriana Kamila Norwida za całokształt twórczości (2025)[36]